# Luzair

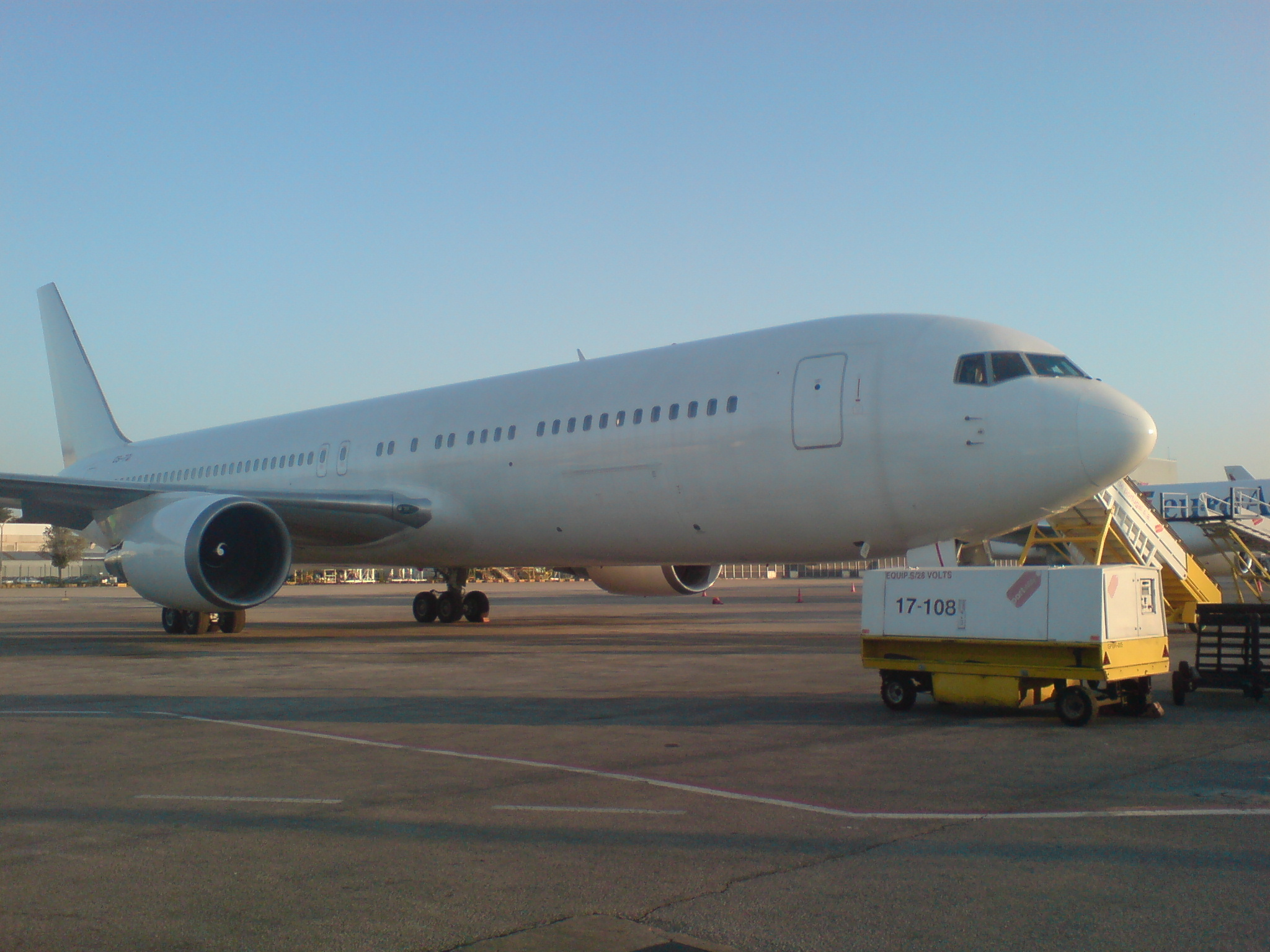
Boeing 767-300ER авиакомпании Luzair

Luzair — Transportes Aéreos, S.A., действующая как Luzair, — авиакомпания Португалии со штаб-квартирой в городе Лиссабон, работающая на рынке чартерных пассажирских перевозок по популярным туристическим направлениям.
Портом приписки авиакомпании является лиссабонский Международный аэропорт Портела.

## Флот
По состоянию на февраль 2010 года воздушный флот авиакомпании составлял один самолёт:
Из эксплуатации в начале 2000-х годов выведен Lockheed L-1011 TriStar.